# Hypericum myrianthum
Hypericum myrianthum är en johannesörtsväxtart. Hypericum myrianthum ingår i släktet johannesörter, och familjen johannesörtsväxter.

## Underarter
Arten delas in i följande underarter:
- H. m. myrianthum
- H. m. tamariscinum